# Румунська операція

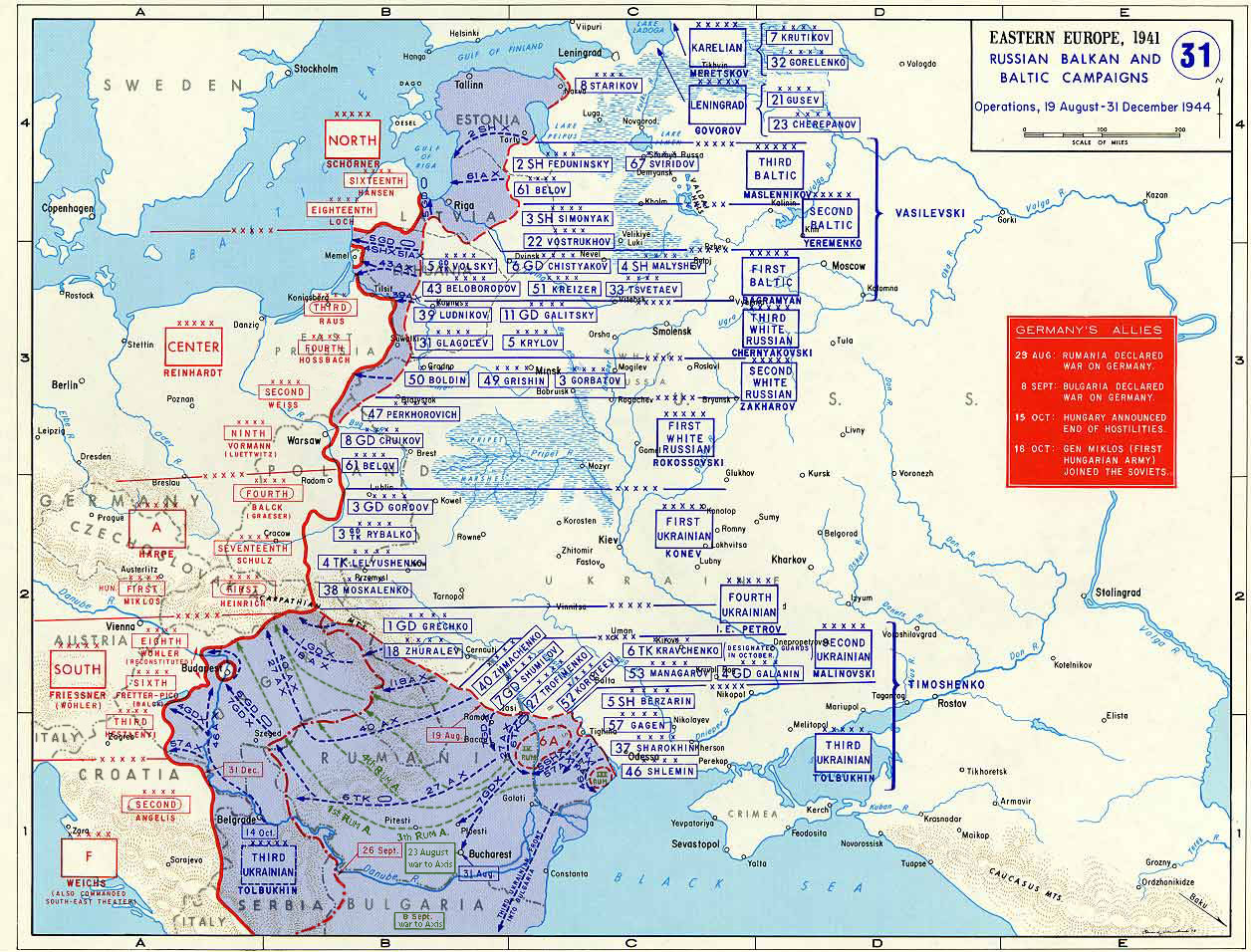
Загальне становище на Східному фронті з серпня по грудень 1944

Румунська операція також Бухарестсько-Арадська операція (30 серпня — 3 жовтня 1944) — наступальна операція радянських військ на південному фланзі Східного фронту Другої світової війни, проведена військами 3-го (маршал Радянського Союзу Толбухін Ф. І.) й 2-го Українських (маршал Радянського Союзу Малиновський Р. Я.) фронтів, в результаті якої від німецьких та угорських військ була вивільнена уся територія Румунії.
Скористувавшись сприятливою обстановкою після завершення Яссько-Кишинівської операції, з 30 серпня 1944 року радянські війська негайно розпочали нову наступальну операцію. 31 серпня 1944 передовий загін радянських військ без бою вступив до Бухареста (майже відразу радянські війська були виведені з Бухареста з політичних міркувань). Переслідуючи розбиті і розрізнені німецькі частини та прориваючи заздалегідь створені оборонні рубежі противника протягом наступного місяця радянські війська за підтримкою румунських збройних сил оволоділи майже всією Румунією, а невеликими її північними районами — в жовтні 1944 року в ході Дебреценської операції. Були зайняті вихідні райони для наступу в Угорщину і в Югославію. Просування радянсько-румунських військ становило від 250 до 500 кілометрів. Радянські та румунські війська отримали досвід успішного спільного ведення бойових дій.